# 삼중교

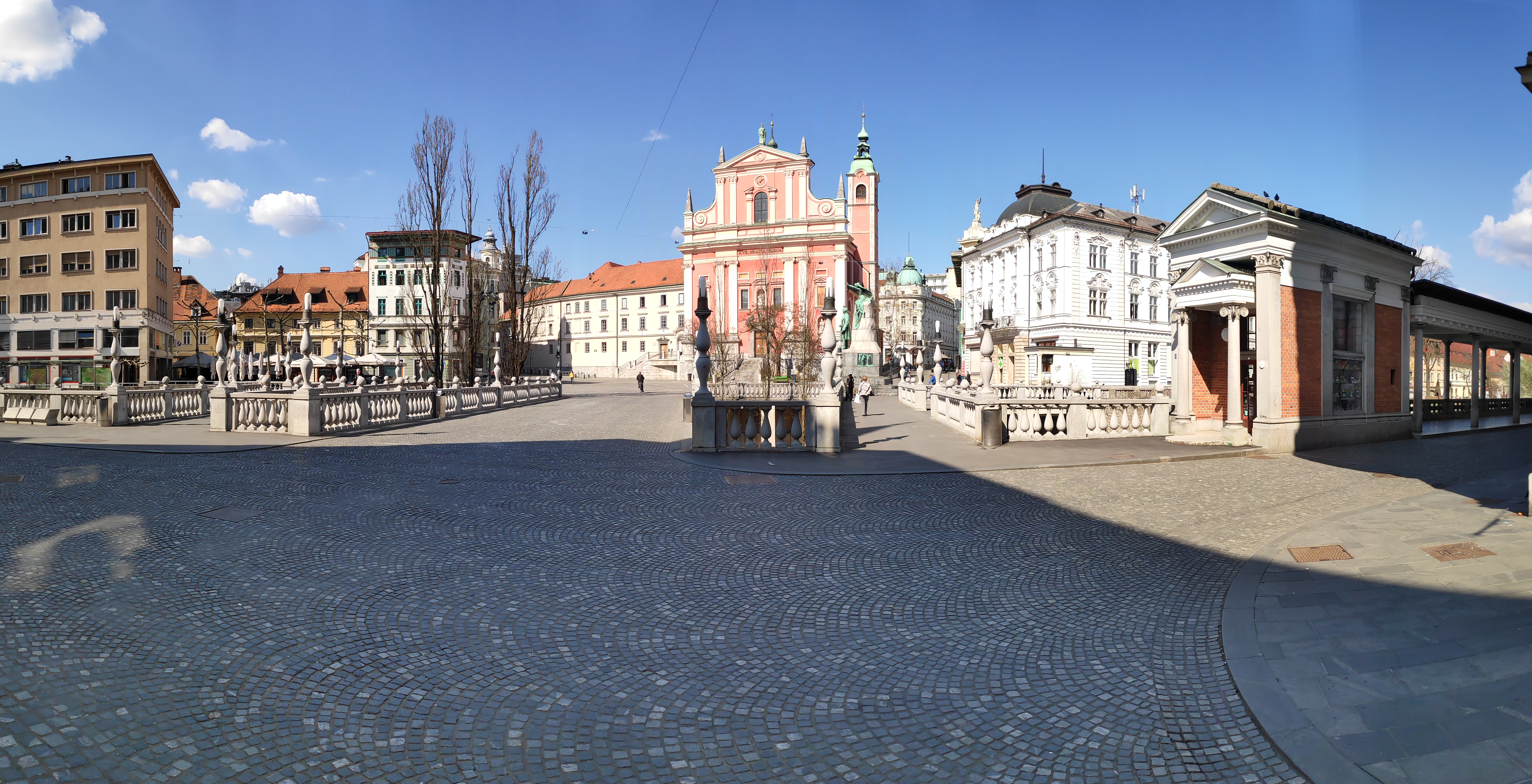
삼중교

삼중교 또는 트로모스토브예교(슬로베니아어: Tromostovje)는 슬로베니아 류블랴나에 있는 다리로, 류블랴니차강을 가로지르는 세 개의 다리로 구성되어 있다. 남동쪽 강둑에 있는 역사적인 중세 도시와 북서쪽 강둑에 있는 중앙 프레셰렌 광장을 연결한다. 13세기에 지어진 이 다리는 류블랴나에서 가장 오래된 다리이다. 1930년대 초에 건축가 요제 플레치니크가 이를 재설계하고 확장했다. 2021년 8월에 삼중교는 '류블랴나에 있는 요제 플레치니크의 건축 작품 – 인간 중심의 도시 설계'의 일부로 유네스코 세계문화유산 목록에 등재되었다.